# Жук Віталій Іванович
Віталій Іванович Жук (біл. Віталь Іванавіч Жук; нар. 3 липня 1973) — білоруський борець греко-римського стилю, срібний та бронзовий призер чемпіонатів Європи, учасник Олімпійських ігор. Майстер спорту Білорусі міжнародного класу з греко-римської боротьби.

## Життєпис
Боротьбою почав займатися з 1985 року. Тренери — Сахрай А. Г., Руденков В. О., Гайдук В. В. Випускник Гродненського державного училища олімпійського резерву. Бронзовий призер чемпіонату світу 1993 року серед молоді.
Виступав за Спортивний клуб армії, Мінськ. Закінчив Білоруський державний університет. Чемпіон світу 1998 року серед студентів.

## Спортивні результати на міжнародних змаганнях

### Виступи на Олімпіадах
| Змагання                    | Збірна   | Вагова категорія                 | Місце |
| --------------------------- | -------- | -------------------------------- | ----- |
| Літні Олімпійські ігри 2000 | Білорусь | греко-римська боротьба, до 63 кг | 17    |

### Виступи на Чемпіонатах світу
| Змагання                        | Збірна   | Вагова категорія                 | Місце |
| ------------------------------- | -------- | -------------------------------- | ----- |
| Чемпіонат світу з боротьби 1995 | Білорусь | греко-римська боротьба, до 68 кг | 28    |
| Чемпіонат світу з боротьби 1998 | Білорусь | греко-римська боротьба, до 69 кг | 7     |
| Чемпіонат світу з боротьби 2002 | Білорусь | греко-римська боротьба, до 66 кг | 31    |
| Чемпіонат світу з боротьби 2005 | Білорусь | греко-римська боротьба, до 66 кг | 15    |
| Чемпіонат світу з боротьби 2006 | Білорусь | греко-римська боротьба, до 66 кг | 19    |
| Чемпіонат світу з боротьби 2007 | Білорусь | греко-римська боротьба, до 66 кг | 32    |

### Виступи на Чемпіонатах Європи
| Змагання                         | Збірна   | Вагова категорія                 | Місце  |
| -------------------------------- | -------- | -------------------------------- | ------ |
| Чемпіонат Європи з боротьби 1994 | Білорусь | греко-римська боротьба, до 68 кг | 9      |
| Чемпіонат Європи з боротьби 1997 | Білорусь | греко-римська боротьба, до 69 кг | 18     |
| Чемпіонат Європи з боротьби 1999 | Білорусь | греко-римська боротьба, до 69 кг | 14     |
| Чемпіонат Європи з боротьби 2000 | Білорусь | греко-римська боротьба, до 63 кг | Бронза |
| Чемпіонат Європи з боротьби 2002 | Білорусь | греко-римська боротьба, до 66 кг | 4      |
| Чемпіонат Європи з боротьби 2004 | Білорусь | греко-римська боротьба, до 66 кг | Срібло |
| Чемпіонат Європи з боротьби 2006 | Білорусь | греко-римська боротьба, до 66 кг | 7      |

### Виступи на інших змаганнях
| Змагання                                                  | Збірна   | Вагова категорія                 | Місце  |
| --------------------------------------------------------- | -------- | -------------------------------- | ------ |
| Тестовий турнір FILA 1998                                 | Білорусь | греко-римська боротьба, до 69 кг | Срібло |
| Чемпіонат світу з боротьби серед студентів 1998           | Білорусь | греко-римська боротьба, до 69 кг | Золото |
| Чемпіонат світу з боротьби серед військовослужбовців 2001 | Білорусь | греко-римська боротьба, до 63 кг | Срібло |
| Гран-прі Німеччини з боротьби 2002                        | Білорусь | греко-римська боротьба, до 66 кг | 6      |
| Чемпіонат світу з боротьби серед військовослужбовців 2003 | Білорусь | греко-римська боротьба, до 66 кг | 11     |
| Гран-прі Німеччини з боротьби 2004                        | Білорусь | греко-римська боротьба, до 66 кг | 5      |
| Міжнародний меморіал Дейва Шульца 2005                    | Білорусь | греко-римська боротьба, до 66 кг | Бронза |
| Гран-прі Німеччини з боротьби 2005                        | Білорусь | греко-римська боротьба, до 66 кг | Бронза |

### Виступи на змаганнях молодших вікових груп
| Змагання                                      | Збірна   | Вагова категорія                 | Місце  |
| --------------------------------------------- | -------- | -------------------------------- | ------ |
| Чемпіонат Європи з боротьби серед молоді 1992 | Білорусь | греко-римська боротьба, до 68 кг | 7      |
| Чемпіонат Європи з боротьби серед молоді 1993 | Білорусь | греко-римська боротьба, до 68 кг | Бронза |